# Krupskaya Adhair Oña Sanchez
Krupskaya Adhair Oña Sánchez (La Paz, 29 de noviembre de 1970) es una política boliviana, diputada suplente por la alianza Comunidad Ciudadana. Fue elegida en las elecciones generales de 2020, representando a La Paz. Actualmente, forma parte del Bloque Parlamentario Bloque Dignidad.

## Biografía
ES licenciada en Derecho por la Universidad Mayor de San Simón y ha realizado estudios de especialización en derechos humanos, políticas públicas y de género.
Comenzó su carrera política dentro de la alianza Comunidad Ciudadana. Su trabajo en el Parlamento se ha centrado en temas de justicia, transparencia y derechos de las mujeres. En 2023 se alineó con el Bloque Dignidad. 
Ha sido crítica del gobierno de Luis Arce, especialmente en lo que respecta a la supuesta manipulación electoral y las prácticas antidemocráticas del MAS. En octubre de 2024, denunció la manipulación electoral en la elección de directivas parlamentarias, acusando al oficialismo de utilizar tácticas de control autoritario para favorecer sus intereses. También presentó denuncias sobre posibles sobornos para la elección del Fiscal General.